# Microhoria palicari
Microhoria palicari là một loài bọ cánh cứng trong họ Anthicidae. Loài này được Laporte de Castelnau miêu tả khoa học năm 1840.